# Авагян Роза Ваганівна
Роза Ваганівна Авагян (вірм. Ռոզա Վահանի Ավագյան; 9 вересня 1926, село Агавнатун Ечміадзинського району Вірменської РСР — дата і місце смерті не встановлені) — вірменська радянська агрономка та овочівниця. Герой Соціалістичної Праці (1966). Депутат Верховної Ради СРСР X скликання.

## Життєпис
Роза Ваганівна Авагян народилася 9 вересня 1926 року в селі Агавнатун Ечміадзинського району Вірменської РСР (нині в марз Армавір). У ранньому віці втратила батька і виховувалася матір'ю.
З 1940 року, ще в період навчання в школі, Роза Авагян почала працювати в колгоспі села Агавнатун. У 1944 році закінчила середню школу Агавнатуна. У 1946 році Авагян була відправлена до Ошаканскої сільськогосподарської школи, яку закінчила в 1947 році, після чого протягом трьох років працювала агротехніком у Талінському районі Вірменської РСР. У 1950 році Авагян перейшла на роботу в колгосп села Неркін Хатунарх (зараз село Гай) Ечміадзинського району, а через деякий час повернулася в колгосп рідного села, де працювала агрономом. У 1953 році вона була відправлена до сільськогосподарської школи з підготовки голів колгоспів, де навчалася три роки.
У 1956 році Роза Авагян повернулася в колгосп села Агавнатун і стала бригадиром овочівницької бригади колгоспу. В цей період перед бригадою стояло завдання підвищення врожайності овочів. Протягом першого року керівництва Авагян бригаді вдалося отримати 200 центнерів врожаю з кожного гектара замість колишніх 150 центнерів. Також під її керівництвом було збільшено кількість парникових рам, а для підвищення ефективності вирощування помідора бригада перейшла з грядкового на борозний спосіб вирощування. У 1958 році Авагян вступила до КПРС. У 1959 році бригада Авагян брала участь у Виставці досягнень народного господарства СРСР, де за якісний урожай була удостоєна срібної медалі, а в 1961 році — почесної грамоти Верховної Ради Вірменської РСР. У 1962 році бригада отримала 700 центнерів урожаю з гектара. У 1965 році бригаді під керівництвом Авагян вдалося врятувати урожай після сильного граду: за допомогою доповнення розсади та розпушування грунту було отримано 600 центнерів урожаю з гектара.
Указом Президії Верховної Ради СРСР від 30 квітня 1966 року за успіхи, досягнуті в збільшенні виробництва і заготівель винограду, плодів, овочів і картоплі Розі Ваганівні Авагян було присвоєно звання Героя Соціалістичної Праці з врученням ордена Леніна і золотої медалі «Серп і Молот».
Надалі площа, надана для роботи бригаді Рози Авагян була збільшена до 35 гектарів, на якій вирощувалися помідори, перці, огірки, баклажани. До 1970 року Авагян збільшила кількість рослин на гектарі до 35000-40000 замість колишніх 20000, а кількість парникових рам — до 3000. Бригада перевиконала намічені зобов'язання, отримавши 660 центнерів врожаю з кожного гектара. За підсумками восьмої п'ятирічки, за високі трудові успіхи Авагян була нагороджена орденом Трудового Червоного Прапора. За перший рік дев'ятої п'ятирічки бригада Авагян вже працювала в рахунок останнього 1975 року. Роза Авагян співпрацювала з Селекційною станцією овоче-баштанних культур Вірменської РСР (директор  — Герой Соціалістичної Праці Анаіт Аршаківна Ананян) і вирощувала в колгоспі продукцію станції: види помідорів «Аракс  — 322», «Каріне  — 388», «Ечміадзін — 260», «Наірі — 314». З 1976 року, після отримання вищої освіти, Авагян працювала в колгоспі агрономом.
Також Роза Авагян активно займалася громадською діяльністю. Вона обиралася депутатом Ради Союзу Верховної Ради СРСР X скликання, депутатом Верховної Ради Вірменської РСР VI—VII скликань від Агавнатунського виборчого округу № 214. Авагян була членом ЦК КП Вірменії, членом Бюро Ечміадзинського районного комітету КП Вірменії, членом комісії по сільському господарству Верховної Ради Вірменської РСР, другим секретарем бюро парторганізації колгоспу села Агавнатун. Авагян була делегатом XXV з'їзду КПРС, XXIII—XXV з'їздів КП Вірменії, III Всесоюзного з'їзду колгоспників. Завдяки зусиллям депутата Рози Авагян були створені точки побутового обслуговування в селі Агавнатун.

## Нагороди
- Герой Соціалістичної Праці (Указ Президії Верховної Ради СРСР від 30 квітня 1966 року, орден Леніна і медаль «Серп і Молот») — за успіхи, досягнуті в збільшенні виробництва і заготівель винограду, плодів, овочів і картоплі[11].
- Орден Трудового Червоного Прапора (8.04.1971)[5].
- Медаль «За доблесну працю. В ознаменування 100-річчя з дня народження Володимира Ілліча Леніна» (1970)[19].
- Срібна медаль ВДНГ СРСР (1959)[3].